# 鹽之街
《鹽之街》（日语：塩の街）是日本小說家有川浩的輕小說作品，第10屆電擊遊戲小說大獎得獎作。
2004年由MediaWorks初次出版的文庫本曾帶有副標題「wish on my precious」，文庫版的插畫家為昭次。2007年修訂並加入四篇番外篇後，以精裝單行本的形式出版。台灣中文版採用2007年的單行本版本進行翻譯出版。2010年由角川書店重新以文庫本發行。

## 概要
本作為作者的出道作，自衛隊三部曲的陸上自衛隊篇。以遭受到「鹽害」而被無限的鹽結晶埋沒的世界為背景，描寫世界中男人與少女的故事。

## 已出版的小說一覽

### 日文
- （MediaWorks、2004年、ISBN 4840226016）
  - （MediaWorks、2007年、ISBN 978-4840239219）
    - 文庫版（角川文庫、2010年、ISBN 978-4043898039）

### 中文
- 鹽之街，台灣角川書店出版 ISBN 978-986-174-884-9